# Disney's America
Disney's America est un projet de parc à thème de la Walt Disney Company, prévu pour ouvrir en Virginie près de Washington, D.C.. Ce projet fut annulé en 1997.
Le parc avait pour thème « les qualités qui ont fait la force de la nation américaine ». Neuf "lands" devaient accueillir les visiteurs et décrire les grands moments de l'histoire des États-Unis jusqu'en 1945.

## Le projet
Le projet, conçu par Walt Disney Imagineering, débuta après l'ouverture des Disney-MGM Studios de Walt Disney World Resort et fut annoncé en 1993, pour une ouverture possible en 1998. John Cooke, président de Disney Channel depuis 1985, est nommé responsable du projet en septembre 1994. Mais dès janvier 1995 il devient vice-président des affaires internes de la Walt Disney Company.
Le parc devait être construit sur un site le long de l'Interstate I-66 près de Manassas à moins de 100 kilomètres à l'ouest de Washington, D.C.. Pour être plus précis le parc devait occuper 48,5 ha d'un terrain de 141,4 ha situé dans le Comté de Prince William dans l'État de Virginie, à Haymarket en banlieue de  Manassas. Ce terrain devait être situé dans l'angle nord-ouest de l'intersection entre la I-66 et la US-15, appelée la sortie n° 40, en face de la Grace Chapel.
En 1993, Disney pose une option sur l'achat d'un terrain de 2 300 acres (9 km2) détenu par Exxon près de Haymarket en Virginie. Le projet est officialisé en novembre 1993.
En février 1994, des sondages en Virginie donnent des chiffres de 75 % en faveur du projet. Le 14 mars 1994, l'État de Virginie accepte l'émission d'un bon de 140 millions d'USD pour construire une voie express desservant le futur parc. Le 11 mai 1994, le groupe Protect Historic America tient une conférence de presse pour dénoncer le projet.
L'annulation de la construction provient principalement à l'opposition très forte des associations locales de préservations des lieux historiques. Cette opposition fut rendue vive du fait de la proximité de la capitale et de la richesse de la zone en sites historiques. Le site proposé était un champ de bataille « mineur » situé à 5 kilomètres du Manassas Battle Field où se déroulèrent deux importantes batailles de la Guerre de Sécession entre le Nord et le Sud en 1861 et 1862.
Dès le 28 septembre 1994, Disney annonce être à la recherche d'un autre site.
Pour la petite histoire, les alentours du site proposé par Disney furent transformés dès le début des années 2000 en zones résidentielles et commerciales avec un golf. Le terrain de 141 hectares fut vendu en 1997 aux Boy Scouts d'Amérique pour 1,5 million de $. L'association des scouts a annoncé le 5 avril 2006 l'ouverture d'un camp sur les 2/3 du site. Il a été nommé Camp William B. Snyder et ouvert le 6 mai 2006. Il a l'aspect d'un parc à thèmes réservé aux scouts avec des zones d'activité dont Big Dig, semblable au Dig Site de Disney's Animal Kingdom  ou Space Port avec une simulation d'exploration de Mars.

## Le parc
Les pays du parc tel qu’ils étaient prévus dans le projet :
- Crossroads USA : période 1800-1850, est l'entrée du parc et représente l'Amérique au début de l'ère industrielle
- Native America : période 1600-1810, est un hommage aux tribus amérindiennes qui ont peuplé le pays avant l'installation des premiers colons. Une rivière de l’ouest américain semble être une composante de ce pays. Ce thème a déjà été proposé pour Disneyland.
- President's Square : période 1750-1800, doit présenter à la manière du Liberty Square du Magic Kingdom de Walt Disney World Resort tous les présidents américains depuis George Washington jusqu'à George W. Bush sous la forme d'Audio-animotronics qui raconteraient l'histoire des États-Unis.
- Civil War Front : période 1850-1870, doit raconter la Guerre de Sécession comme si vous y étiez grâce à un film en Circle-Vision 360°.
- We the People : période 1870-1930, est un hommage à tous les immigrants qui ont forgé le « melting-pot » américain sous la forme d'une reproduction de Ellis Island.
- Enterprise : période 1870-1930, consiste en diverses attractions mettant en scène les moments forts de la révolution industrielle américaine[10]. Un parcours de montagnes russes dans une usine est prévu avec une étape dans les chaudronneries.
- Victory Field : période 1930-1945 explique l'importance des techniques militaires dont l'aviation avec une attraction au concept repris à Disney California Adventure, Soarin' Over California.
- Family Farm : période 1930-1945, présente l'Amérique du Middle-West, la ruralité face au monde urbain.
- State Fair : période 1930-1945 reproduit une fête foraine à l'ancienne avec sa grande roue et ses montagnes russes en bois et un stade de baseball présentant un spectacle sur ce sport américain. Disney California Adventure utilise le même thème pour le Paradise Pier, mais sur un bord de mer.

## Source
- « Michael Eisner's passion -- Disney's America », sur chotank.com (consulté le 12 janvier 2024)